# Estación de Navalgrande
Navalgrande es una estación ferroviaria situada en el municipio español de Herradón de Pinares en la localidad de Barrio Navalgrande en la provincia de Ávila, comunidad autónoma de Castilla y León. En la actualidad carece de servicios de viajeros.

## Situación ferroviaria
La estación se encuentra en el punto kilométrico 102,888 de la línea férrea de ancho ibérico que une Madrid con Hendaya a 1311,78 metros de altitud, entre las estaciones de Herradón-La Cañada y Guimorcondo. El tramo es de vía doble y está electrificado.

## Historia
La estación fue inaugurada el 1 de julio de 1863 con la puesta en marcha del tramo El Escorial – Ávila de la línea radial Madrid-Hendaya. Su explotación inicial quedó a cargo de la Compañía de los Caminos de Hierro del Norte de España quien mantuvo su titularidad hasta que en 1941 fue nacionalizada e integrada en la recién creada RENFE. Desde el 31 de diciembre de 2004 Renfe Operadora explota la línea mientras que Adif es la titular de las instalaciones ferroviarias.